# Soul Fingers
Soul Fingers, hrvatski soul i funk glazbeni sastav.

## Povijest
Braća Denis i Hari Ahmetašević osnovali su u veljači 1991., godine sastav Soul Fingers nakon poziva zagrebačkog disk-džokeja Tome Ricova za nastup u zagrebačkom klubu Kulušić prilikom partija u čast "zlatnog" soula 1960-ih godina.

## Diskografija
- Live in B.P. (1993.)
- Very Live (1996.)

## Vanjske poveznice
- Službene stranice Soul Fingersa  Arhivirana inačica izvorne stranice od 20. kolovoza 2008. (Wayback Machine)

|  | Zajednički poslužitelj ima još gradiva o temi Soul Fingers |